# Драгунов, Богдан Александрович

Драгунов Богдан Александрович (род. 7 декабря 1992, станица Старовеличковская Калининского района Краснодарского края), известный также по позывному «СВД» — российский офицер, младший лейтенант, снайпер-разведчик 10-й отдельной гвардейской бригады специального назначения. Участник вторжения России на Украину. Герой Российской Федерации (2022).

## Биография
Родился 07 декабря 1992 года в станице Старовеличковской. Отец: Вилямовский Александр Николаевич (23.08.1964),Старший прапорщик (в запасе) ОБЭМО. ГСВГ Начальник КТП г. Форст-Цина, В/ч 60449 г. Рослау (упразднённый город в Германии, в земле Саксония-Анхальт) Технолог Хлебопечения ПМХЗ
Мать: Самаркина Людмила Викторовна (23.10.1960) врач скорой помощи ГБУЗ «КАЛИНИНСКАЯ ЦРБ» МЗ КК
Потомок Е.Ф Драгунова (конструктора-оружейника сконструировавшего легендарную винтовку СВД.
Будучи подростком, активно занимался плаванием, стрельбой, борьбой дзюдо. В 2011 году окончил краснодарский техникум информатизации и сервиса (КТУИС) города Краснодара, после чего стал курсантом Рязанского высшего воздушно-десантного командного училища имени генерала армии В. Ф. Маргелова, которое окончил в  2020 году.
Как рассказывает сам военный, позывной «СВД» достался ему в некотором роде по наследству, от деда, родственника который являлся российским оружейником.
В ходе российского нападения на Украину, участвовал в боях на на Херсонском и Донецком направлении, в ходе которых получил ранения правой ноги.

## Звания и награды
- Герой Российской Федерации (Указом Президента Российской Федерации («закрытым») от 30 октября 2022 за мужество и героизм, проявленные при исполнении воинского долга, гвардии младшему лейтенанту Драгунову Богдану Александровичу присвоено звание Героя Российской Федерации с вручением знака особого отличия — медали «Золотая Звезда»).[источник не указан 158 дней]